# 陈官庄镇
陈官庄镇位于河南省永城市最东部，与安徽省萧县相接，311国道穿乡而过，是永城出入江苏及安徽的必经之路，全乡总面积30.6平方公里，辖14个行政村，117个村民组，2.052万人，4,700户，2.5万亩耕地。
1949年属刘集乡。1952年由皖北划归河南，属刘河区。1977年由茴村公社、刘河公社析置陈官庄公社。1984年改称陈官庄乡。2025年2月7日，撤乡设镇。

## 第二次國共內戰
陈官庄是国共内战时期徐蚌会战第三阶段主战场。1948年11月30日，国军徐州剿总副司令杜聿明率邱清泉、李弥、孙元良4个兵团、28个师，计26万人的兵力从徐州撤退，在河南省永城陈官庄被粟裕领导的解放军华东野战军包围。杜聿明在这里被俘，1949年1月10日徐蚌会战最终在这里结束，国军徐州集团军全军被歼，邱清泉也在此处自戕。

## 行政区划
陈官庄镇下辖以下地区：
陈官庄村、丁枣园村、左寨村、胡庄村、宋窑村、杨寨村、刘集村、梁井村、潘窑村、李门庄村、郭楼村、固尚村、李圩孜村和黄松林村。